# Gymnopleurus parvus
Gymnopleurus parvus é uma espécie de escaravelho do esterco encontrado na Índia, Sri Lanka e Bangladesh.

## Descrição
Esta espécie oval convexa média tem um comprimento médio de cerca de 7 a 8 mm. Corpo escuro, acobreado ou preto-esverdeado e por vezes azul metálico. Dorso coberto por diminutas cerdas acinzentadas. Há um ponto comum na base da sutura elitral. Clípeo produziu dois lóbulos na frente. Pronoto altamente convexo e élitros finamente densamente granulares. Pygidium densamente granular e setose. O macho tem o esporão plano da tíbia anterior, enquanto a fêmea tem o esporão fino e pontiagudo da tíbia anterior.